# Tupaia (navegante)
Tupaia, también conocido como Tupaea o Tupia, (c. 1725 - 26 de diciembre de 1770) fue un navegante y un arioi —una especie de sacerdote— polinesio tahitiano, originario de la isla de Raiatea en el grupo de islas del Pacífico conocido por los europeos como las islas de la Sociedad. Sus notables habilidades de navegación y conocimiento geográfico del Pacífico fueron utilizados por James Cook, cuando lo llevó a bordo del HMB Endeavour como guía en su viaje de exploración a Terra Australis Ignota. Tupaia viajó con Cook a Nueva Zelanda, actuando como intérprete de la expedición con los maoríes polinesios de Australia. Murió en diciembre de 1770 a causa de una enfermedad transmitida por un barco que se contrajo cuando el Endeavour fue atracado en Batavia para reparaciones antes de su viaje de retorno a Inglaterra.

## Biografía
Tupaia nació en el puerto de Ha'amanino en Raiatea alrededor de 1725 y se convirtió en un importante sacerdote de Ariori para la Taputapuatea marae. Tupaia se formó en la tarifa-'ai-ra'a-'upu , o escuelas de aprendizaje, sobre el origen del cosmos, las genealogías, el calendario, los refranes y las historias. También le enseñaron a ser un navegante estrella. Su conocimiento memorizado incluía listas de islas, incluyendo su tamaño, arrecifes y ubicaciones de puertos, si estaban habitadas y, de ser así, el nombre del jefe y cualquier alimento producido allí. Más importante todavía, su memoria incluía el rumbo de cada isla, el tiempo para llegar allí y la sucesión de estrellas e islas a seguir para llegar allí. Estas islas incluían las Islas de la Sociedad, las Islas Australes, las Islas Cook, Samoa, Tonga, Tokelau y Fiyi.

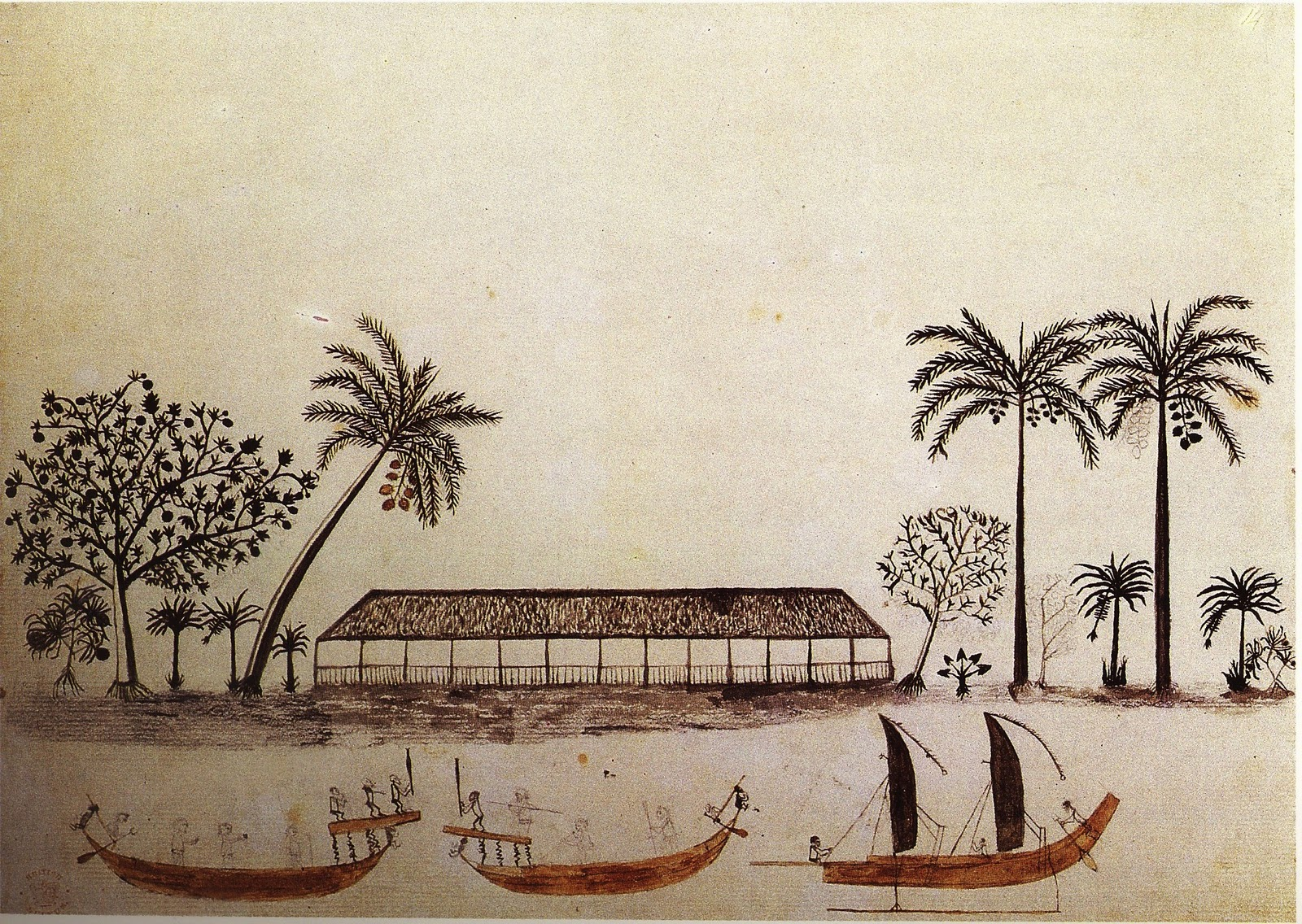
Canoas cerca de Tahití. Dibujo de Tupaia. Biblioteca británica. Londres.

Los guerreros de Bora Bora invadieron Raiatea alrededor de 1763, hiriendo a Tupaia lo que le obligó a huir a Tahití, donde solicitó la protección en Papara de su jefe Amo y su esposa Purea. Tupaia pronto se convirtió en su consejero y sumo sacerdote, y finalmente en el amante de Purea. Tupaia se hizo amigo de Samuel Wallis durante su observación de un eclipse solar, y luego de Joseph Banks durante el Tránsito de Venus de 1769 observado desde Tahití. Después de lo cual, Tupaia «se unió a los británicos», según Anne Salmond. Tupaia también fue un artista, y diez de sus acuarelas sobrevivieron.

## Unirse alEndeavour
Tupaia se unió al Endeavour en julio de 1769 cuando pasó por su isla natal de Raiatea en el viaje de ida desde Plymouth. Fue recibido por Joseph Banks, botánico oficial de la expedición Cook, por su evidente habilidad como navegante y cartógrafo: cuando se le preguntó por los detalles de la región, Tupaia dibujó una carta que mostraba las 130 islas en un radio de 3.200 km y pudo nombrar a 74. Banks acogió con beneplácito el interés del raiateano en viajar con el Endeavour a Inglaterra, donde pudo ser presentado como una curiosidad antropológica. La académica australiana Vanessa Smith ha especulado que Banks también previó una conversación, diversión y posiblemente una amistad genuina de la compañía de Tupaia durante el viaje. Como Cook al principio se negó a permitir que Tupaia se uniera a la expedición por razones financieras, Banks aceptó ser responsable del bienestar y mantenimiento de Tupaia mientras estaba a bordo.

## Expedición y mapa de Tupaia
Como Cook tenía la intención de pasar varias semanas en las Islas de la Sociedad antes de dirigirse al sur, Tupaia ayudó a la expedición como interlocutor e intérprete con las tribus locales. También trabajó en estrecha colaboración con los bancos en la compilación de una cuenta de Tahití y sus habitantes. El 15 de agosto de 1769, Tupaia comenzó a trabajar en una Carta del Océano Pacífico en colaboración con Cook, Banks y varios de los oficiales de Cook.
Una investigación más antigua resumida por Joan Druett supuso que la experiencia de viaje de Tupaia era limitada. Sostiene que Tupaia había navegado desde Raiatea en viajes cortos a 13 islas que se muestran en el mapa resultante. No había visitado la Polinesia occidental, ya que desde la época de su abuelo, el alcance de los viajes de los raiateanos había disminuido a las islas de la Polinesia oriental. Su abuelo y su padre habían transmitido a Tupaia los conocimientos sobre la ubicación de las principales islas de la Polinesia occidental y la información de navegación necesaria para viajar a Fiyi, Samoa y Tonga. También se suponía que Cook estaba menos contento que Banks con las evidentes habilidades de navegación de Tupaia, resolviendo en cambio confiar en su propia exploración de la región.

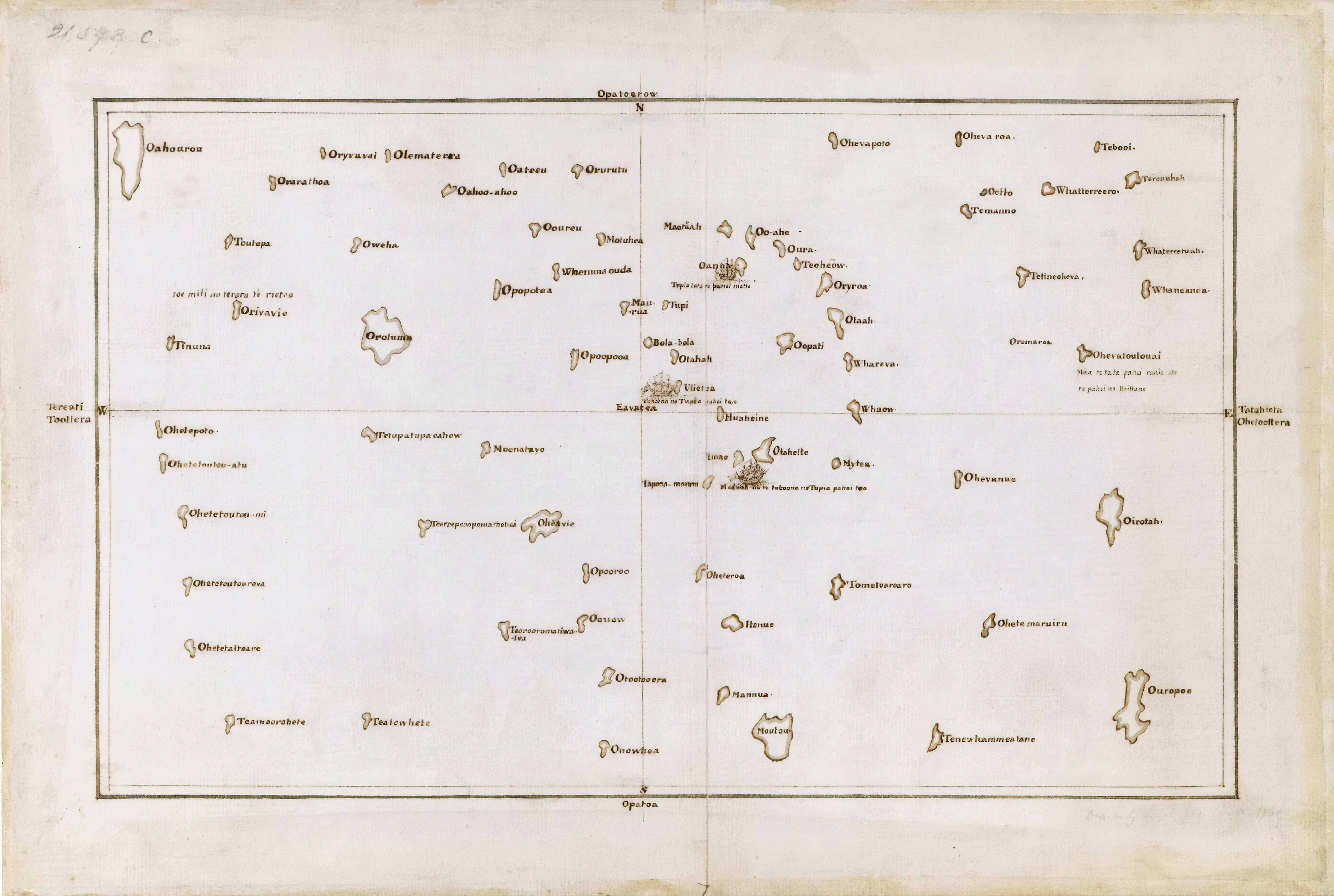
Mapa Tupaia, alrededor de 1769.

Una investigación más reciente cuestionó la opinión de que los viajes de Tupaia por la región eran limitados, y cuestionó que Cook no apreciara a Tupaia como una mala interpretación del material original. En una lectura extendida del Mapa de Tupaia, Lars Eckstein y Anja Schwarz proponen que Tupaia tenía un conocimiento detallado de la navegación que se extendía a lo largo del triángulo polinésico —con la probable excepción de Nueva Zelanda—. La carta que dibujó para James Cook en agosto de 1769 muestra rutas de viaje interconectadas que van desde Rotuma al oeste de Samoa, pasando por Samoa y Tonga, el sur de las Islas Cook y el Grupo Austral, Mangareva y Pitcairn hasta Rapa Nui. Una segunda ruta compuesta importante lleva desde Tahití a través del Grupo Tuamotu hasta el Grupo Marquesas y luego a Oahu en Hawái. Tupaia inventó un sistema cartográfico para Cook y sus hombres que ubicaba una marcación norteña de cualquier isla que dibujara en el centro de su Carta —marcada por la palabra `avatea', esto es '[el sol al] mediodía'—. Esto le permitió traducir sus propios conocimientos de búsqueda de caminos para viajes de isla a isla en la lógica y los términos de la brújula de Cook. El manuscrito del Almirantazgo del diario de James Cook indica que Tupaia le dijo a Cook que él mismo —o sus antepasados— viajó a la mayoría de las islas dibujadas en la carta, excepto Rotuma —al norte de Fiyi— y Oahu en Hawái.
Tupaia acompañó a Cook a Nueva Zelanda y fue recibido por algunos de los maoríes como un tohunga. Parece que le regalaron una preciosa capa de piel de perro.
Muchos maoríes tienen historias que incluyen a Tupaia y su linaje que permanece en Nueva Zelanda hoy en día. La tripulación del Endeavour había desarrollado una impresión menos favorable de su compañero de barco. Uno, el guardiamarina Joseph Marra, escribió esto:

"Toobia ... era un hombre de genio real, un sacerdote de primer orden y un excelente artista: sin embargo, no fue amado de ninguna manera por la tripulación del Endeavour, considerado un personaje orgulloso y austero, que los marineros que se creían degradados inclinándose ante un indio, no estaban dispuestos a pagar, y preferían hacer quejas en su contra en las ocasiones más triviales".

Tupaia desembarcó en Bahía de Botany, Australia, a finales de abril de 1770. Cook dijo de Tupaia: "... a través de Tupaia... siempre conseguirá que la gente lo lleve de isla en isla y se asegurará de encontrarse con un amigo, recepción y refrescos en cada isla a la que llegues.

## Muerte en Batavia

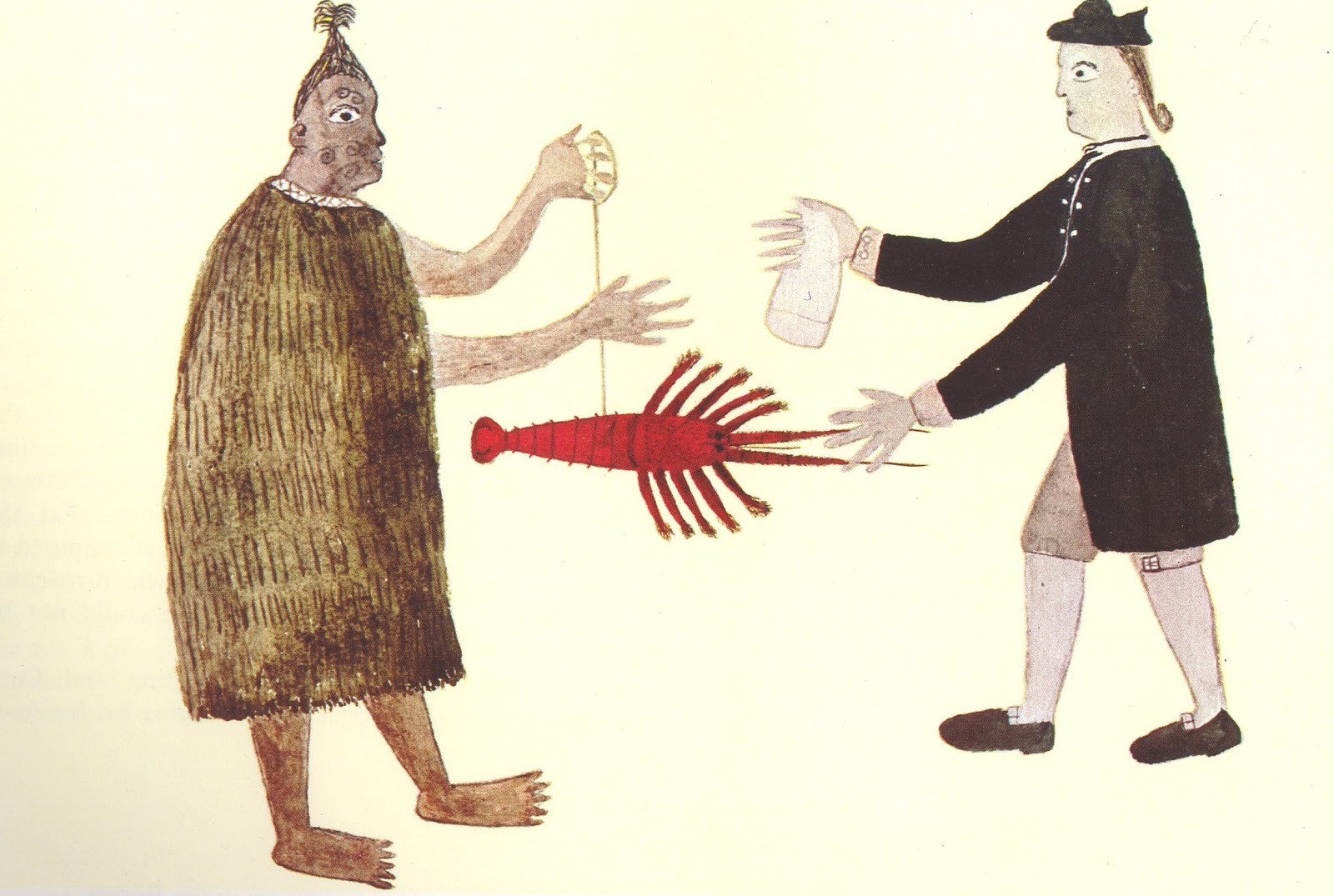
Un hombre maorí y Joseph Banks intercambiando un cangrejo de río por un trozo de tela, dibujo de Tupaia, c. 1769

En noviembre de 1770, Tupaia murió ya sea la disentería, o la malaria, ambas enfermedades estaban presentes a bordo de Endeavor durante su atraque para reparaciones en Batavia. Cook anotó su fallecimiento en su diario: «Era un hombre astuto, sensato e ingenioso, pero orgulloso y obstinado, lo que a menudo hacía que su situación a bordo fuera tan desagradable para él como para los que lo rodeaban, y tendía mucho a presentar las enfermedades que pusieron fin a su vida».